# Tepin
Tepin, (2011-2023), est une jument de course pur-sang anglais, membre du Hall of Fame des courses américaines.

## Carrière de courses
Acquise yearling pour 140 000 dollars, Tepin est envoyé à Toronto, au Canada, chez l'entraîneur Mark Casse, basé sur l'hippodrome de Woodbine. Mais c'est dans son Kentucky natal que la pouliche fait ses débuts. Son année de 2 ans s'achève par une victoire dans un groupe 3 sur le dirt de Delta Downs, en Louisiane. Pourtant, l'année suivante n'est pas à la hauteur de cette promesse, alors que Tepin se lance sur le circuit des courses sur gazon : aucune victoire en quatre sorties, une place dans un groupe 2 mais aussi de cuisants échecs dont un dans les Del Mar Oaks pour son premier essai au niveau des groupe 1. Mais tout change en 2015, alors que Tepin rencontre celui qui deviendra désormais son unique partenaire, le jockey français Julien Leparoux. La jument semble enfin venue et recommence à gagner. En juin, elle remporte son premier groupe 1, les Just A Game Stakes, puis échoue à deux reprises, d'un souffle, dans les Diana Stakes et les Ballton Spa Stakes. Mais à l'automne Tepin semble encore avoir progressé, comme en témoigne son triomphe dans les First Lady Stakes, qu'elle survole avec sept longueurs d'avance. Sa brillante saison culmine par un succès dans le Breeders' Cup Mile, devant un peloton composé de milers américains et européens, parmi lesquels les Français Make Believe et Karakontie, le tenant du titre, et les Anglais Time Test et Mondialiste. Elle est élue jument de l'année sur le gazon.
En 2016, Tepin semble plus forte que jamais. Elle empile les victoires, ajoute les Jenny Wiley Stakes à son palmarès et, au printemps, tente un défi peu commun : venir au meeting de Royal Ascot défier certains des meilleurs milers européens. Peu d'Américains tentent une pareille aventure, qui signifie aussi, pour Tepin, l'impossibilité de recourir au Lasix, un traitement prévenant les saignements autorisé aux États-Unis, mais considéré ailleurs comme un produit dopant, et l'impossibilité d'utiliser son harnachement habituel, lui aussi interdit en Europe. Cela ne l'empêche pas de vaincre, et de devenir le premier non-Européen à s'imposer dans cette course. Elle y devance les vainqueurs de groupe 1 Belardo, Esoterique, Toormore, Amazing Maria ou Ervedya. Après ce succès historique, Tepin se produit pour la première fois à domicile, à Woodbine, où elle s'adjuge le Woodbine Mile, son sixième groupe 1. Mais sa série de huit succès consécutifs s'interrompt pour un nez dans les First Lady Stakes, où elle est battue par Photo Call. Cependant favorite pour un deuxième sacre dans la Breeders' Cup Mile, elle échoue face à l'Américain Tourist. Ce qui ne l'empêche pas d'empocher un second titre de jument de l'année sur le gazon.
Tepin reprend le chemin de l'entraînement en 2017, mais est victime d'une petite crise de coliques qui retarde son retour en piste. Puis elle refuse de s'élancer lors d'un galop d'entraînement fin mars. Son entourage décide alors de mettre un terme à la carrière de la jument. Fin 2017, Tepin passe aux ventes aux enchères à Saratoga en vue de sa carrière de poulinière, alors qu'elle est pleine du champion et top étalon Curlin. Les Irlandais de Coolmore déboursent 8 millions de dollars pour l'acquérir et envoyer en Irlande celle qui, en 2022, sera admise au Hall of Fame des courses américaines. Le 5 octobre 2024, Tépin décède, à l'âge de 13 ans.

### Résumé de carrière
| Date         | Hippodrome      | Pays        | Course                   | Statut      | Distance    | Jockey      | Place       | Écart       | Vainqueur ou deuxième |
| 2013, 2 ans  | 2013, 2 ans     | 2013, 2 ans | 2013, 2 ans              | 2013, 2 ans | 2013, 2 ans | 2013, 2 ans | 2013, 2 ans | 2013, 2 ans | 2013, 2 ans           |
| ------------ | --------------- | ----------- | ------------------------ | ----------- | ----------- | ----------- | ----------- | ----------- | --------------------- |
| 7 septembre  | Churchill Downs | États-Unis  | Maiden                   |             | 1 200 m     | M. Mena     | 4e / 12     | 4 ¼         | Divine Beauty         |
| 6 octobre    | Keeneland       | États-Unis  | Maiden                   |             | 1 400 m     | M. Mena     | 1er / 9     | 3 ¼         | Adellusion            |
| 27 octobre   | Churchill Downs | États-Unis  | Rags to Riches Stakes    |             | 1 600 m     | M. Mena     | 3e / 7      | 1 ½         | Clever Beauty         |
| 23 novembre  | Delta Downs     | États-Unis  | Princess Stakes          | Gr. 3       | 1 600 m     | M. Mena     | 1er / 7     | 1 ¼         | Bahnah                |
| 2014, 3 ans  |                 |             |                          |             |             |             |             |             |                       |
| 16 mai       | Pimlico         | États-Unis  | Miss Preakness Stakes    | Listed      | 1 200 m     | M. Mena     | 8e / 9      | 10 ½        | Miss Behaviour        |
| 14 juin      | Churchill Downs | États-Unis  | Regret Stakes            | Gr. 3       | 1 800 m     | M. Mena     | 8e / 8      | 4 ¾         | Aurelia's Belle       |
| 19 juillet   | Del Mar         | États-Unis  | San Clemente Handicap    | Gr. 2       | 1 600 m     | E. Stewart  | 2e / 12     | 2 ½         | Istanford             |
| 16 août      | Del Mar         | États-Unis  | Del Mar Oaks             | Gr. 1       | 1 800 m     | T. Baze     | 8e / 8      | 10 ½        | Personal Diary        |
| 2015, 4 ans  |                 |             |                          |             |             |             |             |             |                       |
| 21 mars      | Gulfstream Park | États-Unis  | Optional Claiming        |             | 1 700 m     | J. Leparoux | 1er / 9     | 1           | Market Magic          |
| 2 mai        | Churchill Downs | États-Unis  | Distaff Turf Mile Stakes | Gr. 2       | 1 600 m     | J. Leparoux | 1er / 13    | 1 ½         | Coffee Clique         |
| 6 juin       | Belmont Park    | États-Unis  | Just A Game Stakes       | Gr. 1       | 1 600 m     | J. Leparoux | 1er / 10    | 1/2         | Filimbi               |
| 25 juillet   | Saratoga        | États-Unis  | Diana Stakes             | Gr. 1       | 1 800 m     | J. Leparoux | 2e / 7      | nez         | Hard Not to Like      |
| 29 août      | Saratoga        | États-Unis  | Ballton Spa Stakes       | Gr. 2       | 1 700 m     | J. Leparoux | 2e / 9      | tête        | Dacita                |
| 3 octobre    | Keeneland       | États-Unis  | First Lady Stakes        | Gr. 1       | 1 600 m     | J. Leparoux | 1er / 11    | 7           | Crowley's Law         |
| 31 octobre   | Keeneland       | États-Unis  | Breeders' Cup Mile       | Gr. 1       | 1 600 m     | J. Leparoux | 1er / 12    | 2 ¼         | Mondialiste           |
| 2016, 5 ans  |                 |             |                          |             |             |             |             |             |                       |
| 13 février   | Tampa Bay Downs | États-Unis  | South Endeavor Stakes    | Gr. 3       | 1 700 m     | J. Leparoux | 1er / 6     | 3 ½         | Lady Lara             |
| 12 mars      | Tampa Bay Downs | États-Unis  | Hillsborough Stakes      | Gr. 2       | 1 800 m     | J. Leparoux | 1er / 10    | 1           | Isabella Sings        |
| 16 avril     | Keeneland       | États-Unis  | Jenny Wiley Stakes       | Gr. 1       | 1 700 m     | J. Leparoux | 1er / 9     | 5           | Weekeela              |
| 7 mai        | Churchill Downs | États-Unis  | Distaff Turf Mile Stakes | Gr. 2       | 1 600 m     | J. Leparoux | 1er / 7     | 3 ½         | Rainha da Bateria     |
| 14 juin      | Ascot           | Royaume-Uni | Queen Anne Stakes        | Gr. 1       | 1 600 m     | J. Leparoux | 1er / 13    | 1/2         | Belardo               |
| 17 septembre | Woodbine        | Canada      | Woodbine Mile            | Gr. 1       | 1 600 m     | J. Leparoux | 1er / 8     | 1/2         | Tower of Texas        |
| 8 octobre    | Keeneland       | États-Unis  | First Lady Stakes        | Gr. 1       | 1 600 m     | J. Leparoux | 2e / 10     | nez         | Photo Call            |
| 5 novembre   | Santa Anita     | États-Unis  | Breeders' Cup Mile       | Gr. 1       | 1 600 m     | J. Leparoux | 2e / 14     | 1/2         | Tourist               |

## Au haras
Poulinière pour Coolmore, Tepin a donné quatre produits avant sa mort prématuré. Les deux premiers, par Galileo, sont restés inédits, mais ensuite elle a donné : 
- Grateful (par Galileo) : Prix de Royallieu, Stanerra Stakes (Gr.3), 3e Park Hill Stakes (Gr.2).
- Delacroix (par Dubawi) : Eclipse Stakes, Autumn Stakes (Gr.3), Ballysax Stakes (Gr.3), Derby Trial Stakes (Gr.3), 2e Futurity Trophy, Juvenile Stakes (Gr.2).

## Origines
Bernstein, le père de Tepin, a fait carrière en Europe sous les couleurs de Coolmore, où il a remporté deux groupe 3, mais a échoué au niveau supérieur. Il a fait la monte aux États-Unis et en Argentine, et a plutôt bien réussi, voyant son tarif passer de $ 10 000 à ses débuts à $ 30 000 en 2007. Avant de mourir précocement, en 2011, il a donné une quinzaine de lauréats de groupe 1 (essentiellement en Amérique du Sud), dont le Niarchos Karakontie (battu par Tepin dans le Breeders' Cup Mile, dont il était le tenant du titre après avoir remporté le Prix Jean-Luc Lagardère et la Poule d'Essai des Poulains).
Life Happened, la mère de Tepin, est issue d'un autre sprinter de Coolmore, Stravinsky. Elle n'a pas couru mais a donné aussi le bon Vyjack (par Into Mischief), lauréat au niveau groupe 2 (Jerome Stakes, Kelso Handicap et City of Hope Mile Stakes), et troisième des Wood Memorial Stakes et des Forego Stakes. À la fin de l'année de 3 ans de Tepin, la plus mauvaise de sa carrière, Life Happened était vendue pour $ 750 000 pleine de Harlan's Holiday et a pris la destination de l'Irlande, mais sans donner de produits notables malgré son prestigieux fiancé Galileo. Elle se recommande de son frère Disco Rico (par Citidancer), placé au niveau groupe 2.

### Pedigree
| Origines de Tepin (USA), jument baie née en 2011 | Origines de Tepin (USA), jument baie née en 2011 | Origines de Tepin (USA), jument baie née en 2011 | Origines de Tepin (USA), jument baie née en 2011 |
| ------------------------------------------------ | ------------------------------------------------ | ------------------------------------------------ | ------------------------------------------------ |
| Père Bernstein 1997                              | Storm Cat 1983                                   | Storm Bird                                       | Northern Dancer                                  |
| Père Bernstein 1997                              | Storm Cat 1983                                   | Storm Bird                                       | South Ocean                                      |
| Père Bernstein 1997                              | Storm Cat 1983                                   | Terlingua                                        | Secretariat                                      |
| Père Bernstein 1997                              | Storm Cat 1983                                   | Terlingua                                        | Crimson Saint                                    |
| Père Bernstein 1997                              | La Affirmed 1983                                 | Affirmed                                         | Exclusive Native                                 |
| Père Bernstein 1997                              | La Affirmed 1983                                 | Affirmed                                         | Won't Tell You                                   |
| Père Bernstein 1997                              | La Affirmed 1983                                 | La Mesa                                          | Round Table                                      |
| Père Bernstein 1997                              | La Affirmed 1983                                 | La Mesa                                          | Finance                                          |
| Mère Life Happened 2001                          | Stravinsky 1996                                  | Nureyev                                          | Northern Dancer                                  |
| Mère Life Happened 2001                          | Stravinsky 1996                                  | Nureyev                                          | Special                                          |
| Mère Life Happened 2001                          | Stravinsky 1996                                  | Fire the Groom                                   | Blushing Groom                                   |
| Mère Life Happened 2001                          | Stravinsky 1996                                  | Fire the Groom                                   | Propector's Fire                                 |
| Mère Life Happened 2001                          | Round It Off 1990                                | Apalachee                                        | Round Table                                      |
| Mère Life Happened 2001                          | Round It Off 1990                                | Apalachee                                        | Moccasin                                         |
| Mère Life Happened 2001                          | Round It Off 1990                                | Capp It Off                                      | Double Zeus                                      |
| Mère Life Happened 2001                          | Round It Off 1990                                | Capp It Off                                      | Turn Capp (famille 1-n)                          |